# Retreat (York)

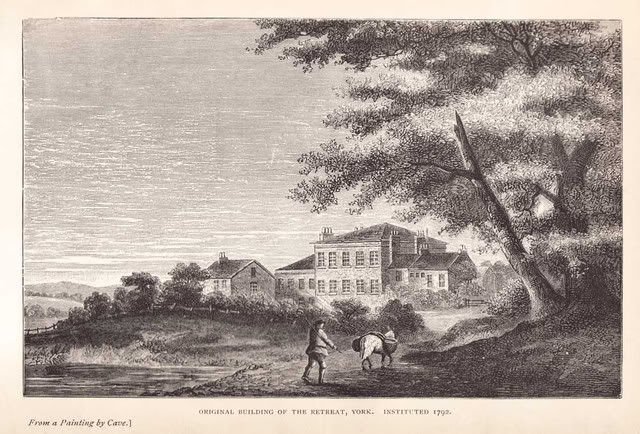
Ursprüngliche Gebäude des York Retreat

York Retreat, genannt auch The Retreat, ist der Name eines 1796 gegründeten psychiatrischen Krankenhauses. Es wurde in York (England) von dem gebürtigen Quäker William Tuke (1732–1822) und der dortigen Quäkergemeinde, der Society of Friends, ins Leben gerufen. Das private Krankenhaus hat Berühmtheit erlangt, weil hier die bisher übliche Zwangsbehandlung durch Ketten und Gitter nur noch in milderer Form praktiziert wurde. 
Der englische Name „Retreat“ bedeutet nicht nur Rückzug, sondern auch Zufluchtsort und stellt damit auch programmatisch eine Alternative zum Konzept der nur ausgrenzenden weithin verbreiteten Einrichtungen für psychisch Kranke dar. Es gab dort zwar noch Bestrafungsmöglichkeiten durch Absonderung für den Fall des unordentlichen oder gewaltsamen Betragens, aber es kam dort nicht mehr zu aufsehenerregenden Skandalen wie sie etwa im Londoner Bedlam-Krankenhaus an der Tagesordnung waren. Anlass für die Gründung dieses Krankenhauses war, dass einige Jahre zuvor eines der Mitglieder der Yorker Quäkergemeinde, Hannah Mills, unter zweifelhaften Umständen in der vergleichsweise nur wenige Jahre zuvor im Jahre 1777 gegründeten Irrenanstalt der Stadt York, dem York Lunatic Asylum, gestorben war. Es handelte sich um eine weibliche Kranke, der zuvor das Besuchsrecht entzogen worden war. Grundlage der Pflege war die sogenannte moralische Behandlung, das Moral Treatment. 
Das York Retreat wird vielfach als Vorläufer für die heutige Sozialpsychiatrie angesehen. Es ist nach Auffassung von Klaus Dörner als stellvertretend für die „selbstverwaltende Spontaneität des englischen Bürgertums als auch die gesellschaftspolitische Aktivität der Religionsgemeinschaften in England“ anzusehen, die von der Psychiatrie des Kontinents nie erreicht wurde.

## Vorbildcharakter
Vorbildcharakter hatte nicht nur der neu geprägte Stil der moralischen Behandlung. Auch die Lage des Krankenhauses östlich der Stadt und außerhalb der Stadtmauern in einer reizvollen Umgebung wurde als prägend für spätere Krankenhausgründungen angesehen. Dies war Vorbild für die späteren Gründungen von Krankenhäusern außerhalb der Stadt in der unberührten Natur. Nicht berücksichtigt blieb dabei dieser Planung jedoch die mit dem neuen Konzept notwendigerweise vollzogene Trennung eines Patienten von seinen Angehörigen und von der örtlichen Umgebung der Kranken. Dies lag natürlich nicht im Sinne einer Gemeindepsychiatrie nach heutigen Gesichtspunkten. Es handelte sich beim York Retreat, wie die Abb. zeigt, um ein vergleichsweise kleines Haus, das bewusst so gebaut war, um eine angemessene Behandlung in kleinem, relativ privatem Rahmen zu gewährleisten.

## Geschichte des Spitals
Zum Durchbruch des konkurrierenden Konzepts des York Retreat führte die Tatsache, dass dem nur wenige Jahre zuvor 1777 nach dem Konzept von William Battie gegründeten York Lunatic Asylum im Jahre 1813 das Schicksal einer öffentlichen Kontrolle nicht erspart blieb. Godfrey Higgins, ein Landbesitzer mit sozialem Empfinden, schloss sich damals mit der Familie Tuke zusammen, um anhaltenden Gerüchten über die dortige Behandlung der Irren nachzugehen. Sie entdeckten, dass diese Gerüchte nur allzu berechtigt waren. Ihre Nachforschungen ergaben, dass es Missbrauchsfälle bis hin zu sexuellen Abhängigkeiten gab. Dies führte zur Absetzung des Aufsichtsrats beim York Lunatic Asylum und zu entsprechenden Regelungen betreffend weiterer Inspektionen.